# 小松原学
小松原 学（こまつばら まなぶ、1981年4月2日 - ）は、群馬県邑楽郡邑楽町出身の元プロサッカー選手、サッカー指導者、スポーツトレーナー。ポジションはフォワード。

## 経歴

### プロ時代
1998年にベルマーレ平塚ユースからトップチームに昇格し、同年4月11日のセレッソ大阪戦でJリーグ最年少出場記録（当時）を樹立。さらに世代別代表に飛び級で選ばれるも、ケガに泣かされ出場機会には恵まれなかった。
2003年はケガのリハビリも兼ねて、FC湘南大磯でプレーし、翌年群馬FCホリコシに移籍。
2004年シーズン終了後、古巣である湘南ベルマーレから練習参加の誘いがあったためホリコシを退団し、テスト生として参加するも不合格。その後ホリコシに復帰し、アマラオと2トップを組み、攻撃陣を牽引した。
2005年シーズン終了後に自身のホームページで「プロとしてサッカーをするのは今年で最後にします」と言葉を残し、現役を引退。

### 現役引退後
現役引退後は、柔道整復師、鍼灸あん摩マッサージ師（はり師・きゅう師・あん摩マッサージ指圧師）の資格を取得。また地元である群馬（邑楽町）でザスパ草津ジュニア・ユース館林の監督として次世代の指導に携わる。またアーティストやイベント等のトレーナーとしてツアーに同行。
2010年に、Jeoサッカークリニックを立ち上げ、代表兼監督、柔道整復師、鍼灸あん摩マッサージ師として小学生、中学生を対象とした青少年育成をメインに考えたサッカー指導を行う。また同年よりJ-OBの活動にも参加する。
2011年からはモンゴルでスラムの少年達にサッカーを教えるプロジェクトを立ち上げ、「Jeoサッカークリニック in モンゴル」を各地域で開催する。また同時にモンゴルフットサル選手権に選手として参加、チームはベスト8に進出する。同年には群馬県社会人サッカー1部リーグの渋川FCハヤブサイレブンに選手として復帰。
2012年にはPass鍼灸整骨院を開院。2014年に特定非営利活動法人（NPO法人）Rafaga C.F.（ラファーガフットボールクラブ）を設立。JFA公認B級ライセンスやアスレティックトレーナーの資格も取得した。2016年には当時東北社会人サッカーリーグ1部のブランデュー弘前FCで現役復帰、1シーズンプレーした。
2017年からはプレミアリーグ群馬U-11の立ち上げ運営に尽力、代表を務めている。

## 所属クラブ
- ベルマーレ平塚ユース（平塚学園高校）
- 1998年 - 2001年 ベルマーレ平塚/湘南ベルマーレ
- 2002年 ヴァンフォーレ甲府
- 2003年 FC湘南大磯
- 2004年 - 2005年 群馬FCホリコシ
- 2011年 - 2013年 渋川FCハヤブサイレブン
- 2016年 ブランデュー弘前FC

## 個人成績
| 国内大会個人成績 | 国内大会個人成績 | 国内大会個人成績 | 国内大会個人成績 | 国内大会個人成績 | 国内大会個人成績 | 国内大会個人成績 | 国内大会個人成績 | 国内大会個人成績 | 国内大会個人成績 | 国内大会個人成績 | 国内大会個人成績 |
| 年度             | クラブ           | 背番号           | リーグ           | リーグ戦         | リーグ戦         | リーグ杯         | リーグ杯         | オープン杯       | オープン杯       | 期間通算         | 期間通算         |
| 年度             | クラブ           | 背番号           | リーグ           | 出場             | 得点             | 出場             | 得点             | 出場             | 得点             | 出場             | 得点             |
| 日本             | 日本             | 日本             | 日本             | リーグ戦         | リーグ戦         | リーグ杯         | リーグ杯         | 天皇杯           | 天皇杯           | 期間通算         | 期間通算         |
| ---------------- | ---------------- | ---------------- | ---------------- | ---------------- | ---------------- | ---------------- | ---------------- | ---------------- | ---------------- | ---------------- | ---------------- |
| 1998             | 平塚             | 28               | J                | 3                | 0                | 2                | 0                |                  |                  |                  |                  |
| 1999             | 平塚             | 20               | J1               | 25               | 4                | 1                | 0                |                  |                  |                  |                  |
| 2000             | 湘南             | 20               | J2               | 20               | 4                | 2                | 0                |                  |                  |                  |                  |
| 2001             | 湘南             | 20               | J2               | 5                | 0                | 0                | 0                |                  |                  |                  |                  |
| 2002             | 甲府             | 9                | J2               | 8                | 1                | -                | -                |                  |                  |                  |                  |
| 通算             | 日本             | 日本             | J1               | 28               | 4                | 3                | 0                |                  |                  |                  |                  |
| 通算             | 日本             | 日本             | J2               | 33               | 5                | 2                | 0                |                  |                  |                  |                  |
| 総通算           | 総通算           | 総通算           | 総通算           | 61               | 9                | 5                | 0                |                  |                  |                  |                  |

## 代表歴
- U-16日本代表(1996年)
- U-18日本代表(1997年)
- U-19日本代表(1998年)